# میلانکوویچ ۱۶۰۵
سیارک ۱۶۰۵ (به انگلیسی: 1605 Milankovitch، نامگذاری:1936GA) هزار و ششصد و پنجمین سیارک کشف شده‌است که در ۱۳ آوریل ۱۹۳۶ کشف شد.
قدر مطلق سیارک برابر ۱۰٫۱۰ است.